# 1998 في تشيلي
فيما يلي قوائم الأحداث التي وقعت خلال عام 1998 في تشيلي.

## سياسة

### انتهاء فترة المنصب
- 11 مارس – سبستيان بنييرا عضو مجلس الشيوخ من شيلي.
- 11 أغسطس – ريكاردو لاغوس Minister of Public Works of Chile ‏.

## رياضة
- 1 يناير – تشيلي في كأس العالم 1998

## مواليد

### فبراير
- 21 فبراير – برايان ليفا لاعب كرة قدم تشيلي.

### أبريل
- 2 أبريل – ماتياس بارادا لاعب كرة قدم تشيلي.
- 24 أبريل – ترينيداد دي لا نوي

### يونيو
- 14 يونيو – ياركو ليفا لاعب كرة قدم تشيلي.

### أكتوبر
- 22 أكتوبر – دييغو سوتو لاعب كرة قدم تشيلي.

### نوفمبر
- 3 نوفمبر – سيمون راميريز

## وفيات

### يناير
- 1 يناير – مانويل ألفاريز (مواليد 1928) لاعب كرة قدم تشيلي.